# Ў
Ў, ўは、キリル文字のひとつ。ベラルーシ語、ウズベク語で用いられる。У にブレーヴェを乗せた形で、短い У、すなわち У の半母音を表す。

## 呼称
- ベラルーシ語: у нескладовае （音節をなさない У）
- ロシア語では（原則的に）この文字を使用しないが、原理は Й と同じであり у краткое（ウー・クラトカヤ）と呼ぶ。
- ウクライナ語にもこの文字は無いが、ベラルーシ語と同じ意味の у нескладове（ウー・ネスクラドヴェー）と呼ばれ、В が語末、または摩擦音・破裂音の前に来た場合 /w/ もしくは /u/ のように発音される場合の音を指して言う。例；вовк /vovk/ [vowk]（ヴォウク）、пішов /pishov/ [pishow]（ピショウ）

## 音素
原則として [w] を表す。
- ウズベク語のキリル文字による正書法では [o] を表す。

## アルファベット上の位置
ベラルーシ語の第 22 字母である。

## 用例
キリル文字にて日本語の「う」の音を表すのに使用されることがある。「まだです」、「あります」の「す」のように、短めの「う」の音を表す。それぞれ、「Мададэсў」、「Аримасў」のようになる。

## 符号位置
| 大文字 | Unicode | JIS X 0213 | 文字参照        | 小文字 | Unicode | JIS X 0213 | 文字参照        | 備考 |
| ------ | ------- | ---------- | --------------- | ------ | ------- | ---------- | --------------- | ---- |
| Ў      | U+040E  | -          | &#x40E; &#1038; | ў      | U+045E  | -          | &#x45E; &#1118; |      |